# M1877 87mm野砲

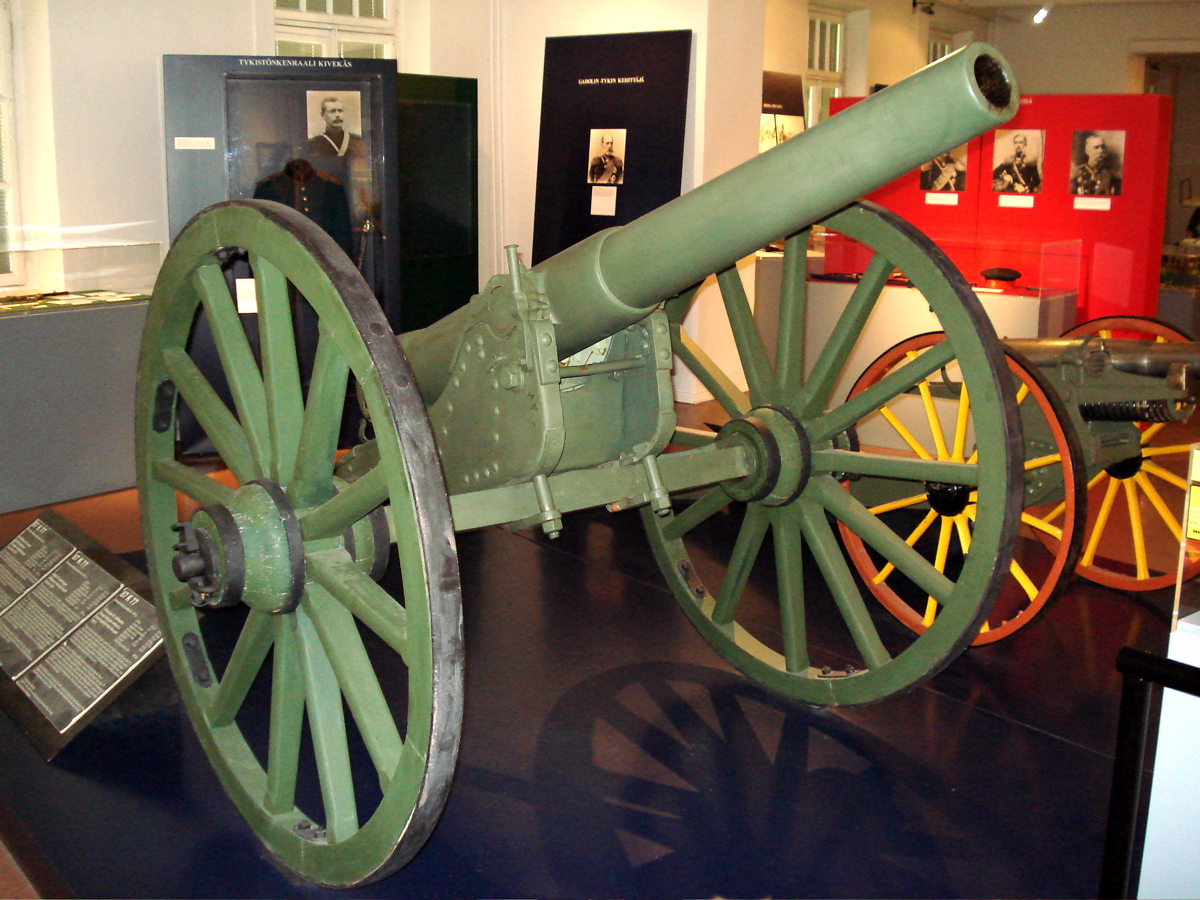
M1877 87mm野砲

M1877 87mm軽野砲（ロシア語：87-мм полевая лёгкая пушка образца 1877 года）とは、1877年にロシア帝国が制式採用した口径87mmの野砲である。

## 概要
M1877野砲はドイツ帝国のクルップ社が設計したが生産はロシア帝国内で行われており、ドイツ製はロシア製と尾栓や仰角機能が異なっている。大日本帝国の三十一年式速射砲に野砲型と山砲型が存在するのと同様、M1877野砲には砲身を短縮した軽量型が存在しており、重量は軽減されているが射程に劣る。
M1887野砲は76.2mm口径の砲弾を利用するM1900 76mm野砲やM1902 76mm野砲と共に日露戦争で大々的に用いられた。第一次世界大戦においては旧式化が著しかったためかフィンランド西部に集中配備されており、フィンランド独立直後に勃発したフィンランド内戦においては白軍がこれを確保して赤軍を撃退した。
1918年末の時点でフィンランド国防軍は144門のM1877野砲を保有しており、87 K 77として制式採用したが砲の状態があまりにも劣悪であったため間もなく第一線部隊から引き上げられ、1920年代には砲兵の訓練用として用いられ、冬戦争勃発前に廃棄処分されたと思われる。

## スペック
- 口径：87mm
- 全長：m（牽引時）
- 全幅：m
- 重量：標準型：445kg/ 軽量型：360kg
- 砲身長：標準型：2,088mm（24口径） / 軽量型：1,566mm（18口径）
- 仰俯角：0°~+20°
- 左右旋回角：0°
- 運用要員：名
- 発射速度：発/分（最大）
- 射程：標準型：6,500m / 軽量型：6,000m
- 生産期間：年~年
- 生産総数：門